# Преображенский собор (Павловск)
Преображенский собор — бывший городской собор Павловска Воронежской области. В советское время переделан под районный дом культуры, планируется восстановление.

## История
Первоначальный деревянный собор был построен в 1724 году и сгорел в 1773 году. В 1780 году севернее деревянного был построен каменный собор. Колокольня была достроена в 1799 году.
В 1846 году был представлен проект расширения собора воронежского архитектора В. И. Егорова. В 1855 закончилось новых приделов в честь Павловской иконы Божией Матери «Знамение» и святых Митрофана и Тихона Воронежских.
В советское время был закрыт и подвергся реконструкции. В 1948—2014 годах в бывшем соборе находился районный дом культуры. После открытия нового дворца культуры планируется восстановление собора.